# Andrena nevadensis
Andrena nevadensis är en biart som först beskrevs av Cresson 1879.  Andrena nevadensis ingår i släktet sandbin, och familjen grävbin. Inga underarter finns listade i Catalogue of Life.